# Galaxy Supernova
Galaxy Supernova è un singolo in lingua giapponese del girl group sudcoreano Girls' Generation, pubblicato nel 2013 ed estratto dall'album Love & Peace.

## Tracce
- CD/Download digitale

1. Galaxy Supernova – 3:10
2. Do the Catwalk – 4:01